# Tugimaantee 68
De Tugimaantee 68 is een secundaire weg in Estland. De weg loopt van Mõniste naar Letland en is 8,9 kilometer lang. In Letland loopt de weg als P19 verder naar Ape.